# Erving Goffman
Erving Goffman (* 11. Juni 1922 in Mannville, Kanada; † 19. November 1982 in Philadelphia, Pennsylvania, USA) war ein US-amerikanischer Soziologe kanadischer Herkunft.

## Leben
Erving Goffman wurde am 11. Juni 1922 in Manville/Provinz Alberta in Kanada als Sohn der aus der Ukraine stammenden jüdischen Einwanderer Max und Anne Goffman geboren. Er lebte einen großen Teil seiner Kindheit in Dauphin (Manitoba).
Goffman begann zuerst ein Studium der Chemie an der University of Manitoba in Winnipeg (Kanada), um schließlich über einen Job am National Film Board in Ottawa zur Gesellschaftswissenschaft zu kommen. Er studierte Soziologie an der Universität Toronto und an der University of Chicago, der er noch bis 1951 angehörte. Schließlich verbrachte er von 1949 bis 1951 am Department of Social Anthropology der Universität Edinburgh in Großbritannien, um währenddessen Feldforschungen auf den Shetland-Inseln durchzuführen. In Chicago schrieb Goffman 1953 unter Anselm Strauss seine Dissertation mit dem Titel Communication conduct in an island community.  Die Ergebnisse flossen später in sein Werk The Presentation of Self in Every-day Life. (deutsch: Wir alle spielen Theater) ein. Nach einigen Jahren in Bethesda, Maryland, sowie in Washington, D.C. übersiedelte Goffman 1957 nach Berkeley zur University of California, an der er 1958 eine ordentliche Professur erhielt. Dort arbeitete er zusammen mit Herbert Blumer und avancierte zu einer „Kultfigur“. Ein letztes Mal übersiedelte Goffman 1968 an die Ostküste, um den Posten eines Professors für Anthropologie und Soziologie an der University of Pennsylvania zu übernehmen. Goffman wurde schließlich 1981 zum Präsidenten der American Sociological Association gewählt, verstarb jedoch schon vor seiner geplanten Antrittsvorlesung an den Folgen einer Krebserkrankung.
Von 1952 bis 1964 war er mit der Psychologin Angelica Schuyler Choate verheiratet, mit der er den Sohn Thomas Edward hatte. 1981 heiratete er die Linguistin Gillian Sankoff, mit der er eine Tochter, die Soziologin Alice Goffman, hatte. Die Charakterdarstellerin Frances Bay (1919–2011) war seine Schwester.

## Werk
Seine Arbeiten beschäftigen sich mit anthropologischen, sozialpsychologischen und psychiatrischen Problemen der Grundmechanismen sozialen, insbesondere sozial abweichenden Verhaltens. Untersuchungen über Verhaltensmuster, Interaktionsrituale, Rollendistanz sowie persönliche Selbstdarstellung im Alltag haben neuere soziologische Ansätze wesentlich beeinflusst. Zentral ist bei Goffman die Frage, wie das Individuum seine strukturell verletzliche Autonomie aufrechterhalten kann.
Eines seiner bekanntesten Werke, Asyle (Frankfurt am Main 1973), behandelt Totale Institutionen und löste damit die bis heute anhaltende Zielbestimmung der Entinstitutionalisierung von sozialen Einrichtungen wie Landeskrankenhäusern, Altenheimen, Gefängnissen und Kinderheimen aus.

## Interaktion
Goffman definiert Interaktion als eine „wechselseitige Handlungsbeeinflussung, die Individuen aufeinander ausüben, wenn sie füreinander anwesend sind.“ Gemeint ist also zunächst die Face-to-Face-Situation. Niklas Luhmann übernimmt diesen Begriff und unterscheidet von ihm interaktionsfreie Kommunikation (etwa Schrift, Audio-Visuelle Übertragungen).
Der Begriff der „Interaktivität“, wie er heute in Bezug auf Programme und Interfaces gebraucht wird, ist davon zu unterscheiden. Denn eine Interaktion zwischen Mensch und Maschine ist nach Goffman und Luhmann keine Interaktion.

### Nicht-zentrierte Interaktion
Im Fall der nicht-zentrierten Interaktion sind mindestens zwei Akteure kopräsent und nehmen einander auch wahr. Auf Grund dessen findet eine Ausrichtung des eigenen Verhaltens statt, da jeder weiß, dass er wahrgenommen wird.
Beispiel: Vier Personen warten auf einen Bus an einer Bushaltestelle.

### Zentrierte Interaktion
Im Fall der zentrierten Interaktion handeln die Akteure nicht nur aufeinander bezogen, sondern miteinander. Sie kooperieren, indem sie für einen bestimmten Zeitraum in „visueller und kognitiver Aufmerksamkeit“ gemeinsam aufeinander und auf eine Sache oder Tätigkeit gerichtet sind. In der zentrierten Interaktion werden nicht nur Zeichen für den anderen produziert, sondern es wird auch angezeigt, dass dies geschieht und der andere Adressat ist.
Beispiele: ein Gespräch miteinander führen, gemeinsam ein Spiel spielen, zusammen tanzen.

## Grundannahme
Nach Goffman versucht man also, in Interaktionen ein gewisses Bild von sich zu vermitteln, da man weiß, dass man beobachtet wird. Indem er diesen Gedanken fortführt, kommt er zum Schluss, dass alle Menschen prinzipiell immer Theater spielen und sich eine Fassade schaffen, „ein standardisiertes Ausdrucksrepertoire mit Bühnenbild und Requisiten.“ Goffman sagt: „Wenn ein Darsteller eine etablierte soziale Rolle übernimmt (z. B. Kellner), wird er feststellen, dass es bereits eine bestimmte Fassade für diese Rolle gibt.“
Das Theater wird also als Modell für die soziale Welt benutzt.
Dennoch macht Goffman wichtige Unterschiede zwischen der Theater- und der Alltagswelt aus:
- Die Realitätsebene des Theaters ist fiktional.
- Im Theater agieren in der Regel mindestens zwei Darsteller, die voreinander ihre Rollen verkörpern; sowie das Publikum. Diese drei Positionen sind im Alltagsleben auf zwei Positionen reduziert: ein reines Publikum gibt es nicht, da auch jeder Zuschauer potentiell immer eine Rolle verkörpert.
- Der Glaube der Darsteller unterscheidet sich. Die Darsteller selbst glauben in der Regel an ihre Rollen. Es entspricht [...] (der) allgemein verbreitete(n) Meinung, dass der Einzelne seine Rolle für die anderen spiele und seine Vorstellung nur für sie inszeniere. Für unsere Analyse derartiger Darstellungen wird es sich als nützlich erweisen, von der entgegengesetzten Fragestellung auszugehen, und zu untersuchen, wieweit der Einzelne selbst an den Anschein der Wirklichkeit glaubt, den er bei seiner Umgebung hervorzurufen trachtet. (Wir alle spielen Theater, München 1959, S. 19)

### Darstellungsakt
- Bühne
- Darsteller, der im Rahmen einer bestimmten Rollenvorgabe agiert (z. B. Student, Lehrer, Streber, Klassenclown, …)
- Zuschauer

In der realen Welt ist ein ständiger Wechsel zwischen Darsteller und Publikum möglich. Man kann als Zuschauer jederzeit in das Geschehen hineingezogen werden.
Die Situation in einer typischen Vorlesung verdeutlicht das: Anscheinend ist der Professor der Darsteller und die Studenten bilden das Publikum. Tatsächlich sind die Studenten aber Darsteller in der Rolle des (individuell ausgeprägten) Studenten, was nur deutlicher hervortritt, wenn sich nun z. B. ein Student meldet und eine Zwischenfrage stellt.

#### Impression Management
Dieses Theaterspielen beschreibt Goffman als impression management.
Impression management ist also der Versuch der Kontrolle über die eigene Erscheinung. Dazu zählt die Verwendung besonderer Zeichen mit entsprechenden Konnotationen, mit deren Hilfe das Wissen um die eigene Person kontrolliert wird (regulating and controlling information). Dies umfasst Sprache, Mimik, Gestik, aber auch interaktionsfreie Kommunikation.

##### Fehlleistungen
Fehlleistungen sind hier allerdings möglich, z. B. Gesichtsröte, Stottern, Freud’sche Fehler. Diese können Gefahren für das impression management sein, da durch sie etwas kommuniziert wird, was eigentlich nicht kommuniziert werden wollte.

##### Ausdruckstypen
Ausdruck, der sich selbst gegeben wird ("expressions given"):
Wortsymbole und ihre Substitute, die dazu verwendet werden, diejenigen Informationen zu vermitteln, die im Allgemeinen mit diesen Symbolen verknüpft sind.
Ausdruck, den jemand ausstrahlt ("expressions given off"):
Ausdrücke, die von den anderen als aufschlussreich für den Handelnden aufgefasst werden, soweit sie voraussetzen können, dass diese nicht aus Gründen der Information erfolgten.
Auch in fiktionalen Inhalten ist solch eine Interpretation möglich und wird zum Teil gezielt provoziert, z. B. in Krimis, in denen der Zuschauer selbst miträtseln soll und erst durch falsche Fährten auf falsche Verdächtige geführt wird.

##### Vorderbühne/Hinterbühne
| Front of House                                        | Backstage                                                                         |
| ----------------------------------------------------- | --------------------------------------------------------------------------------- |
| Ort des „offiziellen“, für alle sichtbaren Geschehens | Ort des „inoffiziellen“, nur für Eingeweihte und Beteiligte sichtbaren Geschehens |
| man weiß, dass man beobachtet wird                    | fühlt sich unbeobachtet                                                           |
| spielt eine Rolle                                     | fällt aus der Rolle                                                               |

Beispiel: Kellner im Restaurant.
- Vorderbühne: Speisesaal
- Hinterbühne: Küche

Politik.
- Vorderbühne: in Kameras sichtbares Geschehen: Bühne des Parteitags, Bildausschnitt im Studio
- Hinterbühne: hinter den Kameras: in den Gremien, bei inoffiziellen Gesprächen, in der Garderobe des Fernsehstudios

Durch Betrachtung der Hinterbühne wird sichtbar, wie und mit welchen Mitteln die Inszenierung zustande kommt.

### Self/Selbst
Unter dem Self/Selbst versteht Goffman das Resultat des IM. Das Selbst ist folglich ein Zuschreibungsprodukt. Man ist das, als was die anderen einen wahrnehmen. Es ist also nichts anderes als „eine dramatische Wirkung, die sich aus einer dargestellten Szene entfaltet“ (vgl. Khazaleh).

## Rahmenanalyse
Unter Rahmen versteht Goffman durch Sozialisation erlernte Erfahrungsschemata, deren Benutzung unbewusst ist und die uns helfen Situationen sinnhaft wahrzunehmen. Diese Erfahrungsschemata oder auch Rahmen sind Definitionen für Situationen und folglich wichtig zum richtigen Erkennen von Situationen. Der Mensch versucht, jede Situation in seine bestehenden Erfahrungsschemata/Rahmen einzuordnen. Die Rahmen-Analyse setzt also „beim hier und jetzt situierten Akteur an, der (sich) die Frage ,Was geht hier eigentlich vor?‘ stellt“ (Willems 1997: 35). Ohne passenden bzw. erlernten Rahmen, ist die Situation nicht sinnhaft begreifbar.
Die Benutzung dieser Rahmen erfolgt unbewusst, bis Irritationen erfolgen (Beispiel: In dem Spielfilm Die Truman Show erfährt der Protagonist Truman Burbank durch einen herunterfallenden Scheinwerfer, dass er sich nicht im realen Leben, sondern in einer Fernsehshow befindet).
- Situationen werden in Erfahrungsschemata eingeordnet, in bestimmtem Rahmen wahrgenommen und erhalten vor diesem Hintergrund einen Sinn.
- Situationen sind nur im Rahmen des eigenen Wissensvorrats sinnhaft.

„Und wir sagten, die Rahmung mache das Handeln für den Menschen sinnvoll.“

### Primäre Rahmen
- sind allgemeine Interpretationsschemata zur Situationsdefinition;
- werden als ursprünglich erlebt und zumeist nicht bewusst angewendet;
- ermöglichen ein unmittelbares Erkennen und Identifizieren von Situationen und Ereignissen aller Art;
- gewährleisten die Vorstellung von Normalität;
- gewährleisten die Unterstellung, dass sich alles, was vor sich geht, auf irgendeine Weise in die „Kosmologie“, d. h. in den gesellschaftlichen Wissensvorrat bzw. die institutionalisierte Rahmenzuordnung, einordnen lässt.

### Modulation und Täuschung

#### Keying– „Modulation“
Der deutsche Übersetzer hat Goffmans Begriffe „upkeying“ und „downkeying“ etwas missverständlich mit ihrer musikalischen Bedeutung der „Modulation“ übersetzt („herauf-, heruntermodulieren“). Es empfiehlt sich, im Deutschen allgemein verständlichere Begriffe wie Illusionierung – Desillusionierung zu verwenden oder sich auf die Terminologie der Erzähltheorie zu stützen (vgl. Diegese).
Das Keying definiert Goffman als:

„Bezeichnung für die Anwendung eines ‚System[s] von Konventionen, wodurch eine bestimmte Tätigkeit, die bereits im Rahmen eines primären Rahmens sinnvoll ist, in etwas transformiert wird, das dieser Tätigkeit nachgebildet ist, von den Beteiligten aber als etwas ganz anderes gesehen wird‘“

Unter Keying, gleichsam im Wechselspiel zwischen Ernst und Scherz, versteht Goffman die Transformation primärer Rahmen, also eine modifizierte Außenrahmung, obwohl der Kern der Situation der gleiche bleibt. Ein Keying kann durch vieles bewerkstelligt werden: Schauspielern, Probealarm, Ironisierung, Scherzkommunikation, Satire etc. Keying ist insofern riskant, als immer die Möglichkeit besteht, dass es nicht erkannt wird.
1. Beispiel: Alfred Tetzlaff (Ein Herz und eine Seele), eine Rolle, die satirisch als permanenter Meckerer, Nörgler und Familientyrann angelegt war, wurde von vielen nicht als Satire, sondern für bare Münze genommen. Das Keying wurde also nicht erkannt.
2. Beispiel: Streit zwischen einem Paar:
- Streit zwischen einem Paar auf der Bühne
- Filmszene mit Streit zwischen einem Ehepaar auf der Bühne
- Zitat des Filmausschnitts im medienwissenschaftlichen Seminar

Heutzutage sind in einigen Formaten Rahmenwechsel Standard. Mit dem Spiel der Rahmen lassen sich mediale Effekte erzielen, die sich eindimensional nicht realisieren lassen. Auch im Bereich des Spielfilms sind solche Vermischungen möglich, wie beispielsweise der Film JFK – Tatort Dallas zeigt. Hier werden auf sehr suggestive Weise jeweils Schwarz-Weiß-Aufnahmen und farbiges Doku-Material mit entsprechenden fiktionalen Bildern verbunden und so Grenzen erheblich verwischt. Die Rahmen sollen schwerer erkennbar gemacht werden.

Beispiele: Doku-Soap, Doku-Drama

#### Täuschung
„… das bewusste Bemühen eines oder mehrerer Menschen, das Handeln so zu lenken, dass einer oder mehrere andere zu einer falschen Vorstellung von dem gebracht werden, was vor sich geht.“

Beispiele:
- Feueralarmprobe, ohne die Beteiligten zuvor einzuweihen;
- die Sendung Verstehen Sie Spaß?;
- Betrüger, der sich als Arzt verkleidet und damit sich als solcher ausgibt.

Dabei differenziert Goffman jedoch zwischen der wohlgemeinten Täuschung und der böswilligen Täuschung:
- Gutgemeinte Täuschung: Eine Aufklärung würde die Beziehung der Beteiligten nicht beeinträchtigen.
- Böswillige Täuschung: Eine Aufdeckung kann zu weitreichenden, eventuell auch juristischen Konsequenzen führen.

Goffman führt aus, dass es Kontexte bzw. Situationen bzw. Orte gibt, die charakteristische Täuschungsmanöver fördern, z. B. Therapeutenpraxen oder Beziehungen.

### Klammern …
- … dienen zur Markierung und Abgrenzung sozialer Vorgänge von der sie umgebenden Umwelt,
- … können Ereignisse sowohl zeitlich als auch räumlich begrenzen,
- … markieren die Übergänge der verschiedenen Rahmen,
- … Modulationssignale, die die Beteiligten auf Rahmentransformationen hinweisen.

Besonders letzter Punkt verdient Betonung. Klammern werden benutzt, um Modulationen anzuzeigen. Dabei kann es sich um: ein Lachen, eine Kirche, Ritualhandlungen, bei Filmen um Titelmusik und Themen oder die Titelsequenz, ein Logo und Vergleichbares handeln.

### Kritik am Konzept der Rahmenanalyse
Kritisiert wurde am Konzept der Rahmenanalyse, dass Erving Goffman die strukturellen Merkmale von Interaktionen „überbetone“, die subjektiven Bedeutungen, die Menschen mit Interaktionen verbinden, jedoch „unterschätze“.

## Interaktion und Geschlecht
Erving Goffman widmet in seinem Buch Interaktion und Geschlecht ein Kapitel dem Thema „das Arrangement der Geschlechter“.
In der modernen Industriegesellschaft zählt das Geschlecht als Grundlage eines zentralen Codes, welches als Aufbau für soziale Interaktionen und soziale Strukturen dient und die Vorstellungen der Einzelnen von deren grundlegenden Natur. Die herkömmliche soziologische Auffassung sieht das Geschlecht als ein „erlerntes, diffuses Rollenverhalten“. Aufgrund der biologischen Voraussetzungen ist es den Frauen vorbehalten, Kinder zu gebären und zu stillen, Männern jedoch nicht. Auch sind Frauen in ihrer Physionomie durchschnittlich kleiner als Männer, haben leichtere Knochen und weniger Muskeln. Wichtig wäre eine Klärung sozialer Konsequenzen nicht nur durch die angeborenen Geschlechtsunterschiede, sondern auch jene, welche für soziale Arrangements geltend gemacht wurden. Goffman beschreibt weiter in dem Text, dass nicht so sehr eine unmittelbare Verbesserung der Lebensumstände der Frauen als Errungenschaft der Frauenbewegung zu sehen wäre, sondern eine Schwächung der Überzeugungen, welche eine geschlechtsspezifische Einkommens- und Arbeitsteilung unterstützt haben.
Goffman verwendet auch den Begriff Geschlechtsklasse: Jede Gesellschaft teilt Kleinkinder bei ihrer Geburt der einen oder der anderen Geschlechtsklasse zu. Diese Zuordnung erfolgt durch Betrachtung des nackten Kinderkörpers. Diese Zuordnung erlaubt die damit verbundene Identifikationskette von Mann/Frau, männlich/weiblich, Junge/Mädchen, er/sie. Diese Einordnung vollstreckt sich über die gesamten Phasen des Wachstums und bestimmt maßgeblich die gesamte Entwicklung eines Menschen. Sie bietet somit insofern ein Musterbeispiel, wenn nicht den Prototyp, einer sozialen Klassifikation.
Goffman selbst versteht unter dem Begriff der Geschlechtsklasse „eine rein soziologische Kategorie, die sich allein auf diese Disziplin und nicht auf die Biowissenschaften bezieht“
Mit der Einteilung in Geschlechtsklassen ist bereits ein Schritt zu einem Sortierungsvorgang vollzogen, wo Angehörige unterschiedlicher Klassen einer unterschiedlichen Sozialisation unterworfen sind. Die Zugehörigen der männlichen Klasse erfahren eine andere Behandlung als jene der weiblichen. Sie erleben unterschiedliche Erfahrungen, und auch die an sie gestellten Erwartungen sind unterschiedlich. In jeder Gesellschaft wird auf unterschiedliche Weise und ihre eigene Art diese Geschlechtsklassen gebildet.

## Ehrungen
1969 wurde Goffman in die American Academy of Arts and Sciences gewählt.

## Schriften (Auswahl)
- On face-work: An analysis of ritual elements in social interaction. In: Psychiatry 18 (1955), S. 213–231.
- The presentation of self in everyday life. Doubleday & Company, New York 1959.
  - Deutsche Ausgabe: Wir alle spielen Theater. Die Selbstdarstellung im Alltag. Übersetzt von Peter Weber-Schäfer. 10. Auflage. Piper, München 2003, ISBN 3-492-23891-2.
- Asylums. Essays on the Social Situation of Mental Patients and other Inmates. Chicago 1961.
  - Deutsche Ausgabe: Asyle. Über die soziale Situation psychiatrischer Patienten und anderer Insassen. 10. Auflage, Suhrkamp, Frankfurt am Main 1995, ISBN 978-3-518-10678-5 (erstmals 1972 auf Deutsch).
- Stigma. Notes on the management of spoiled identity, Prentice-Hall, Englewood-Cliffs, N.J. 1963.
  - Deutsche Ausgabe: Stigma. Über Techniken der Bewältigung beschädigter Identität. Übersetzt von Frigga Haug. Suhrkamp, Frankfurt am Main 2010, ISBN 978-3-518-27740-9 (erstmals 1967 auf Deutsch).
- Interaction ritual. 1967.
  - Deutsche Ausgabe: Interaktionsrituale. Über Verhalten in direkter Kommunikation. 3. Auflage, Suhrkamp, Frankfurt am Main 1994, ISBN 978-3-518-28194-9.
- Strategic interaction. 1969. (dt. Strategische Interaktion, 1969)
- Relations in public. 1971. (dt. Das Individuum im öffentlichen Austausch. 1974)
- Frame analysis. 1974. (dt. Rahmen-Analyse, 1977)
- Gender Advertisements. 1979 (dt. Geschlecht und Werbung, 1981)
- Rede-Weisen. Formen der Kommunikation in sozialen Situationen. UVK-Verlags-Gesellschaft, Konstanz 2005, ISBN 978-3-89669-535-2.